# Silhouettella tomer
Silhouettella tomer là một loài nhện trong họ Oonopidae.
Loài này thuộc chi Silhouettella. Silhouettella tomer được Michael Saaristo miêu tả năm 2007.